# Montigny-Lengrain
Pour les articles homonymes, voir Montigny.
Montigny-Lengrain est une commune française située dans le département de l'Aisne, en région Hauts-de-France.

### Localisation

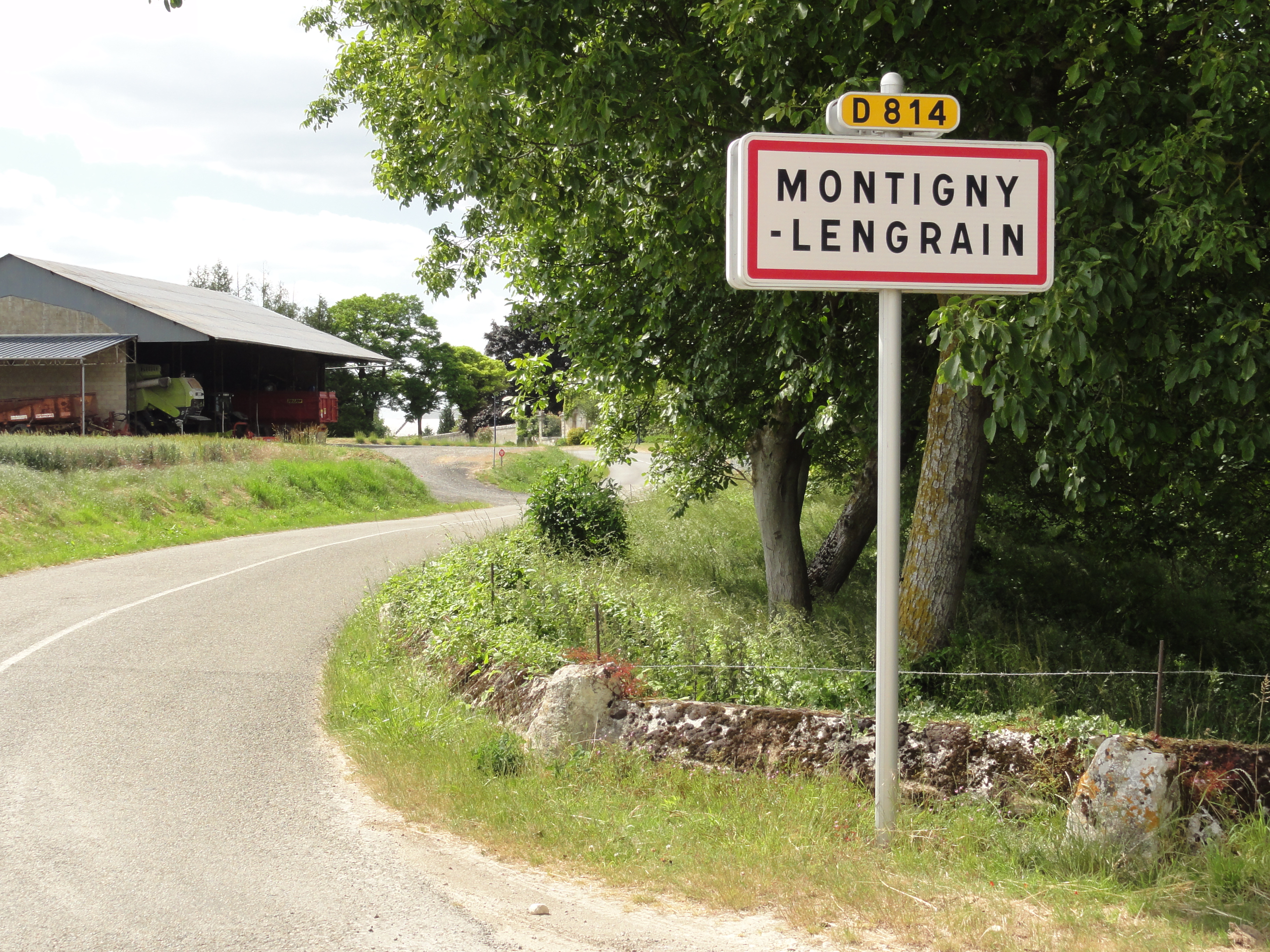
Entrée de Montigny-Lengrain.

## Géographie

### Hydrographie
La commune est située dans le bassin Seine-Normandie. Elle est drainée par l'Aisne, le cours d'eau 01 du Ravail, le fossé de Banru et le ru de Bourbout,,.
L'Aisne est un  cours d'eau naturel navigable de 256 km de longueur, traversant les cinq départements Meuse, Marne, Ardennes, Aisne, Oise. Elle est un affluent de rive gauche de l'Oise, ce qui fait d'elle un sous-affluent de la Seine.

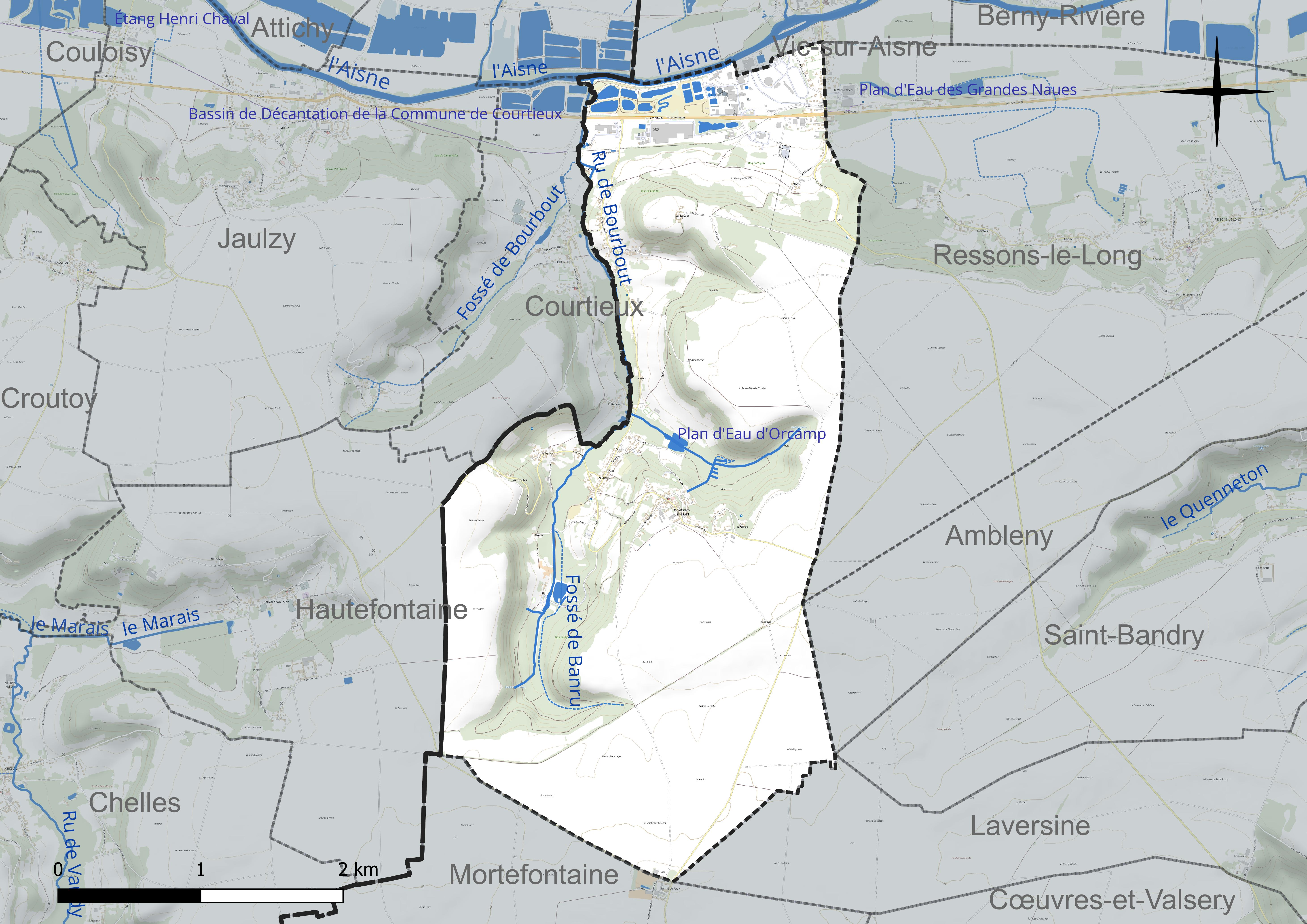
Réseau hydrographique de Montigny-Lengrain.

Un plan d'eau complète le réseau hydrographique : le plan d'eau d'Orcamp (1,1 ha),.

### Climat
Pour des articles plus généraux, voir Climat des Hauts-de-France et Climat de l'Aisne.
En 2010, le climat de la commune est de type climat océanique dégradé des plaines du Centre et du Nord, selon une étude du CNRS s'appuyant sur une série de données couvrant la période 1971-2000. En 2020, Météo-France publie une typologie des climats de la France métropolitaine dans laquelle la commune est exposée à un climat océanique altéré et est dans la région climatique Nord-est du bassin Parisien, caractérisée par un ensoleillement médiocre, une pluviométrie moyenne régulièrement répartie au cours de l'année et un hiver froid (3 °C).
Pour la période 1971-2000, la température annuelle moyenne est de 10,6 °C, avec une amplitude thermique annuelle de 15,1 °C. Le cumul annuel moyen de précipitations est de 739 mm, avec 12,2 jours de précipitations en janvier et 9 jours en juillet. Pour la période 1991-2020, la température moyenne annuelle observée sur la station météorologique la plus proche, située sur la commune de Margny-lès-Compiègne à 21 km à vol d'oiseau, est de 11,2 °C et le cumul annuel moyen de précipitations est de 633,5 mm,. Pour l'avenir, les paramètres climatiques de la commune estimés pour 2050 selon différents scénarios d'émission de gaz à effet de serre sont consultables sur un site dédié publié par Météo-France en novembre 2022.

## Urbanisme

### Typologie
Au 1er janvier 2024, Montigny-Lengrain est catégorisée commune rurale à habitat dispersé, selon la nouvelle grille communale de densité à 7 niveaux définie par l'Insee en 2022.
Elle est située hors unité urbaine et hors attraction des villes,.

### Occupation des sols
L'occupation des sols de la commune, telle qu'elle ressort de la base de données européenne d'occupation biophysique des sols Corine Land Cover (CLC), est marquée par l'importance des territoires agricoles (65 % en 2018), une proportion sensiblement équivalente à celle de 1990 (64,4 %). La répartition détaillée en 2018 est la suivante : 
terres arables (60,7 %), forêts (23,9 %), zones industrielles ou commerciales et réseaux de communication (5,9 %), zones urbanisées (5,1 %), prairies (2,9 %), zones agricoles hétérogènes (1,3 %), eaux continentales (0,2 %).
L'évolution de l'occupation des sols de la commune et de ses infrastructures peut être observée sur les différentes représentations cartographiques du territoire : la carte de Cassini (XVIIIe siècle), la carte d'état-major (1820-1866) et les cartes ou photos aériennes de l'IGN pour la période actuelle (1950 à aujourd'hui).

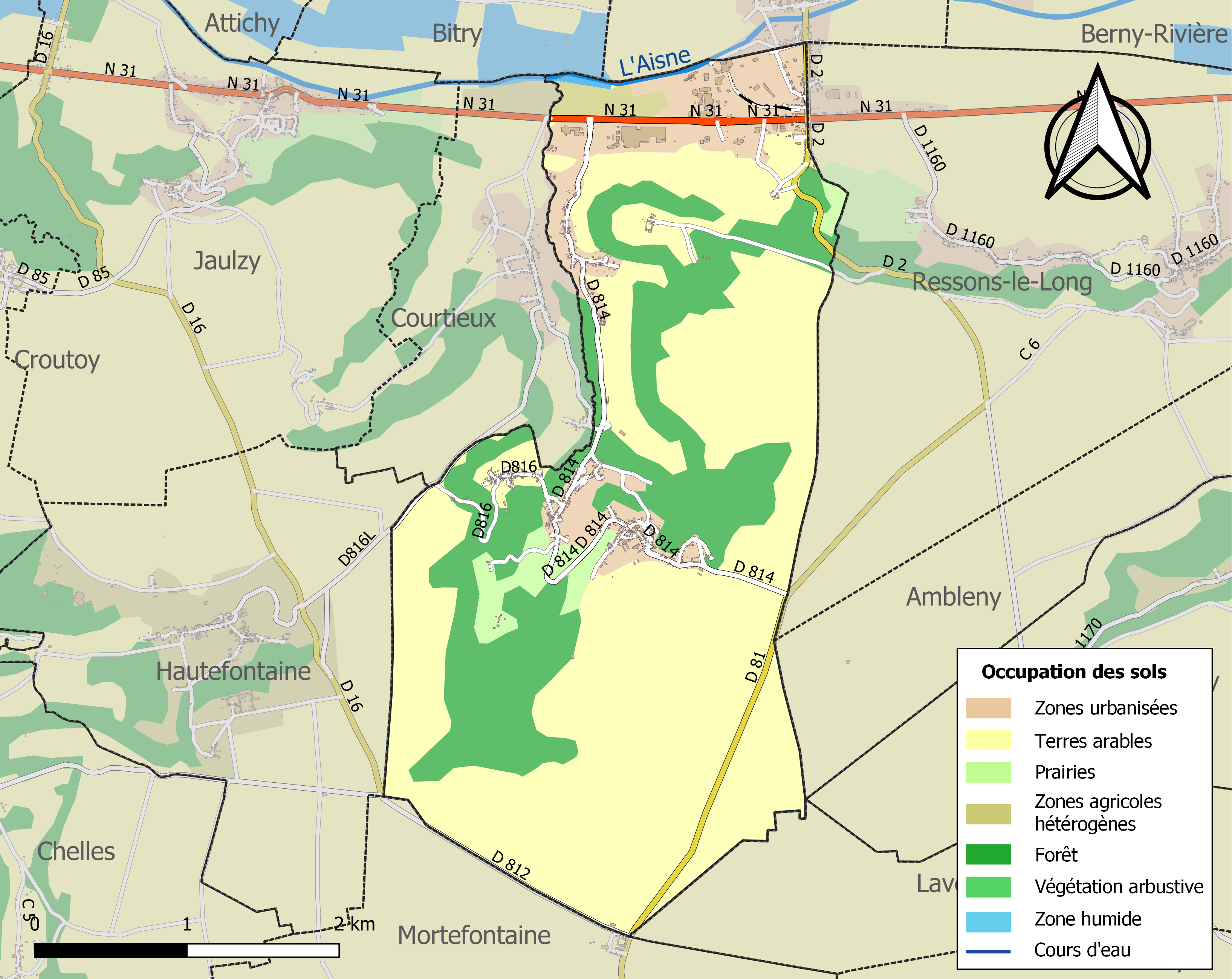
Carte de l'occupation des sols de la commune en 2018 (CLC).

### Voies de communication et transports
La commune est desservie, en 2023, par les lignes 650 et 651 du réseau interurbain de l'Oise.

## Toponymie
Le nom de la localité est attesté sous les formes Montiniacum (938) ; Montiniacum-Castellum (945) ; Monteigni (1132) ; Montegnetum, Montinetum (1148) ; Montigny (1255) ; Montigni (1256) ; Montigniacum-Langrin (1258) ; Monteigni-Langrin, Montigni-le-Chasteler (1269) ; Montignyacus (1296).
Montigny, Albert Dauzat et à sa suite Ernest Nègre assignent une même origine à tous les Montigny, qui viendraient d'une même forme dont l'étymon est généralement donné sous la forme latinisée Montaniacum, c'est un type toponymique répandu dont la signification exacte ne fait pas l'unanimité.[réf. nécessaire]

## Histoire
Le jour de Pâques 945, le château de Montigny-Lengrain, gardé par des fidèle du roi de France Louis IV, est pris par Herbert III de Vermandois, aidé par le comte de Tours et Blois Thibaud. Ce dernier, vassal d'Hugues le Grand, y participe en tant que soutien indirect de Hugues à la lutte contre le roi. (Y Sassier, Hugues Capet, Paris, Fayard, 2008, p. 115).

## Politique et administration

### Découpage territorial
La commune de Montigny-Lengrain est membre de la communauté de communes Retz-en-Valois, un établissement public de coopération intercommunale (EPCI) à fiscalité propre créé le 1er janvier 2017 dont le siège est à Villers-Cotterêts. Ce dernier est par ailleurs membre d'autres groupements intercommunaux.
Sur le plan administratif, elle est rattachée à l'arrondissement de Soissons, au département de l'Aisne et à la région Hauts-de-France. Sur le plan électoral, elle dépend du  canton de Vic-sur-Aisne pour l'élection des conseillers départementaux, depuis le redécoupage cantonal de 2014 entré en vigueur en 2015, et de la quatrième circonscription de l'Aisne  pour les élections législatives, depuis le dernier découpage électoral de 2010.

### Administration municipale
| Période                                  | Période                       | Identité      | Étiquette | Qualité                                   |
| ---------------------------------------- | ----------------------------- | ------------- | --------- | ----------------------------------------- |
| Les données manquantes sont à compléter. |                               |               |           |                                           |
| mars 2001                                | mars 2014                     | Serge Brabant | DVG       |                                           |
| mars 2014                                | En cours (au 13 juillet 2020) | Chantal Mouny | DVG       | Retraitée Réélue pour le mandat 2020-2026 |

## Démographie
L'évolution du nombre d'habitants est connue à travers les recensements de la population effectués dans la commune depuis 1793. Pour les communes de moins de 10 000 habitants, une enquête de recensement portant sur toute la population est réalisée tous les cinq ans, les populations de référence des années intermédiaires étant quant à elles estimées par interpolation ou extrapolation. Pour la commune, le premier recensement exhaustif entrant dans le cadre du nouveau dispositif a été réalisé en 2008.

En 2022, la commune comptait 684 habitants, en évolution de −1,58 % par rapport à 2016 (Aisne : −1,97 %, France hors Mayotte : +2,11 %).
| 1793 | 1800 | 1806 | 1821 | 1831 | 1836 | 1841 | 1846 | 1851 |
| ---- | ---- | ---- | ---- | ---- | ---- | ---- | ---- | ---- |
| 403  | 490  | 480  | 515  | 622  | 643  | 660  | 633  | 595  |

| 1856 | 1861 | 1866 | 1872 | 1876 | 1881 | 1886 | 1891 | 1896 |
| ---- | ---- | ---- | ---- | ---- | ---- | ---- | ---- | ---- |
| 568  | 584  | 572  | 545  | 559  | 600  | 633  | 643  | 637  |

| 1901 | 1906 | 1911 | 1921 | 1926 | 1931 | 1936 | 1946 | 1954 |
| ---- | ---- | ---- | ---- | ---- | ---- | ---- | ---- | ---- |
| 579  | 597  | 604  | 660  | 704  | 609  | 606  | 599  | 623  |

| 1962 | 1968 | 1975 | 1982 | 1990 | 1999 | 2006 | 2008 | 2013 |
| ---- | ---- | ---- | ---- | ---- | ---- | ---- | ---- | ---- |
| 649  | 617  | 584  | 574  | 585  | 635  | 657  | 663  | 694  |

| 2018 | 2022 | - | - | - | - | - | - | - |
| ---- | ---- | - | - | - | - | - | - | - |
| 709  | 684  | - | - | - | - | - | - | - |

## Économie
- Vico.
- Implantation en 2010 de l'usine Babynov spécialisée dans la nourriture infantile (usine auparavant basée au Meux dans l'Oise et ce depuis 1999).

## Culture locale et patrimoine

### Lieux et monuments
- Église Saint-Martin de Montigny-Lengrain, monument historique depuis 1921.
- La croix Renaissance dans l'enceinte de l'église, devenue avec l'église monument historique.
- Le monument aux morts.
- Des croix de chemin.
- Trace du Châtelet cité en 1143[28].

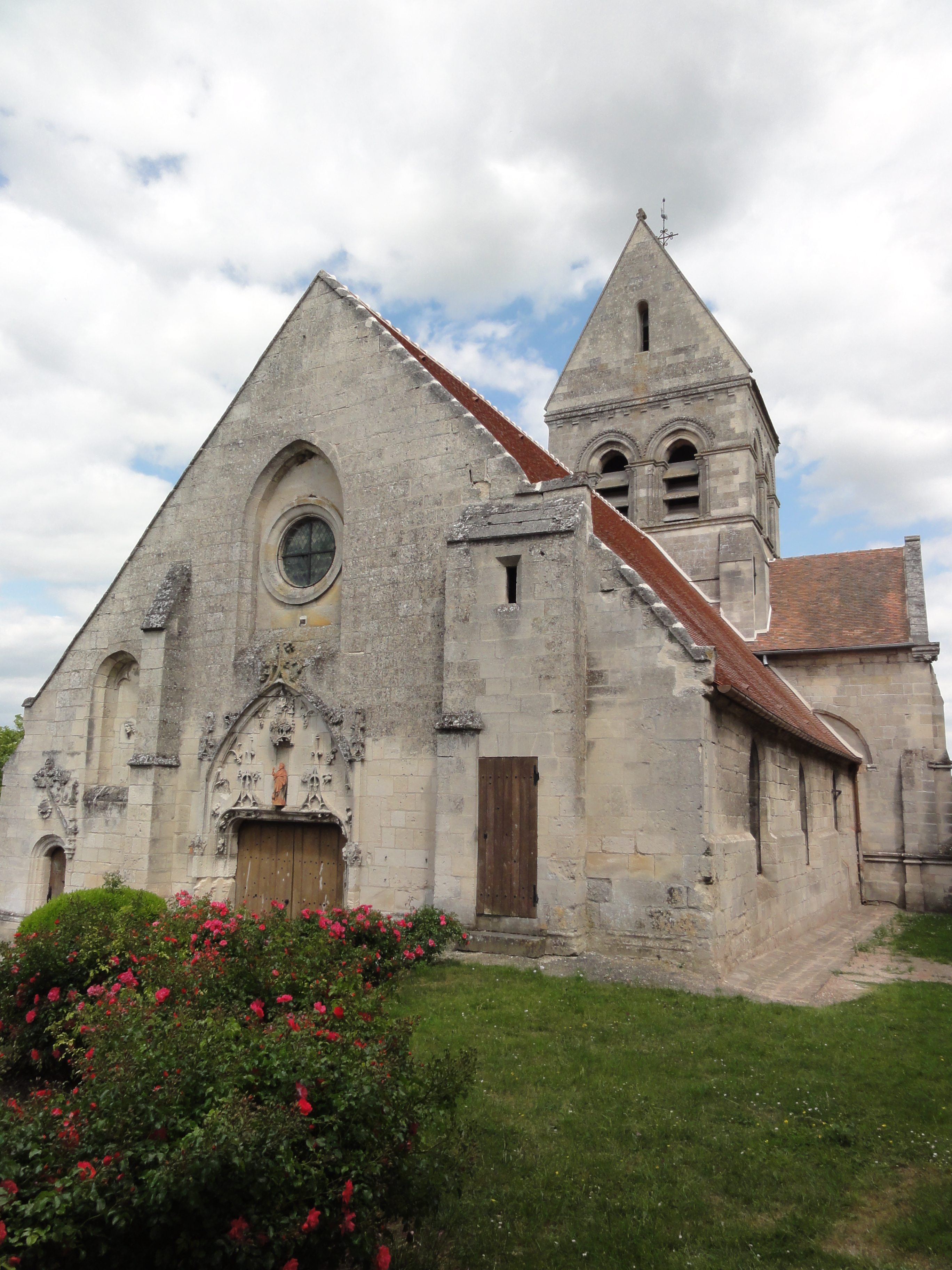
Église Saint-Martin.
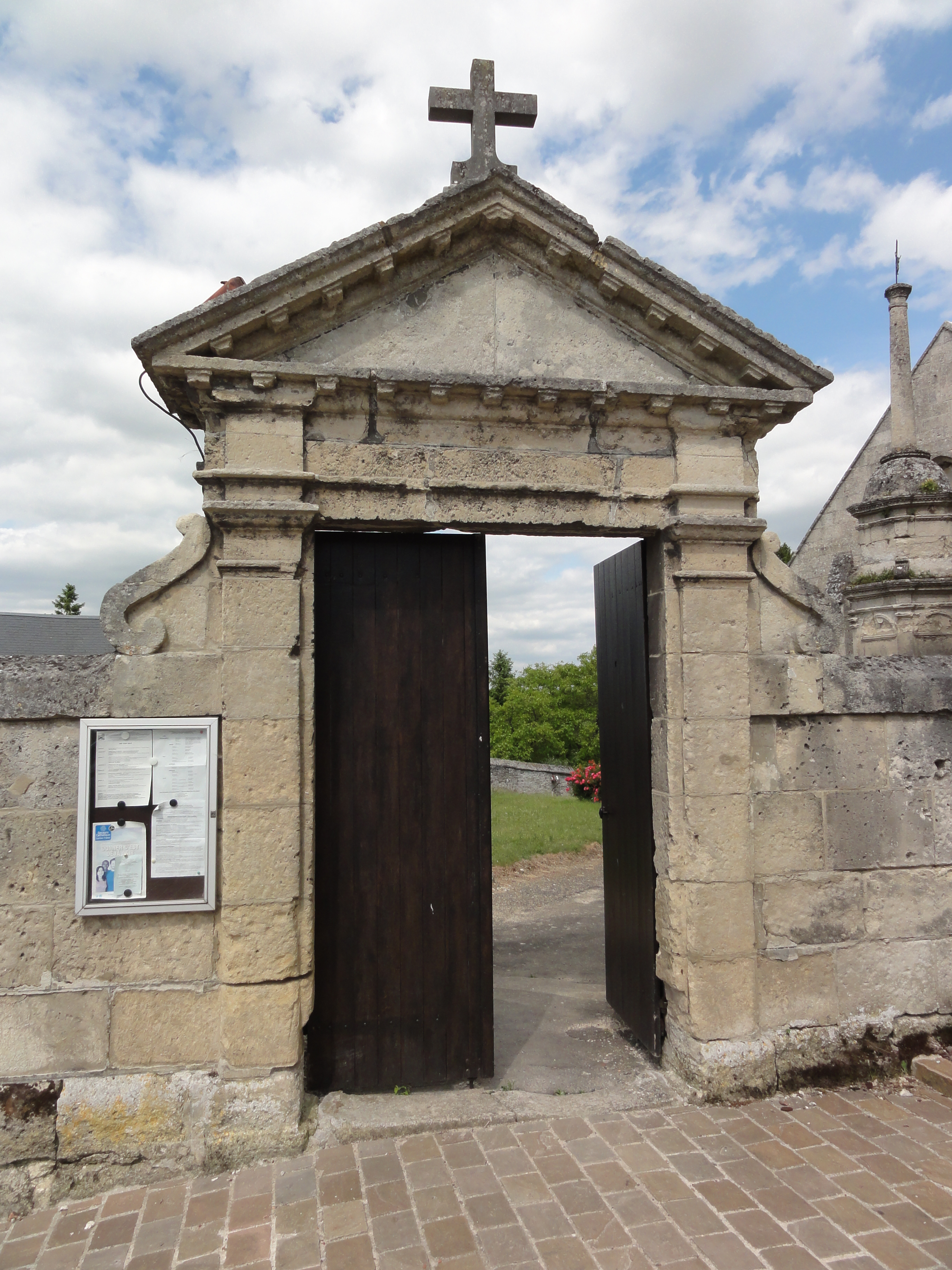
Portail de l'ancien cimetière.
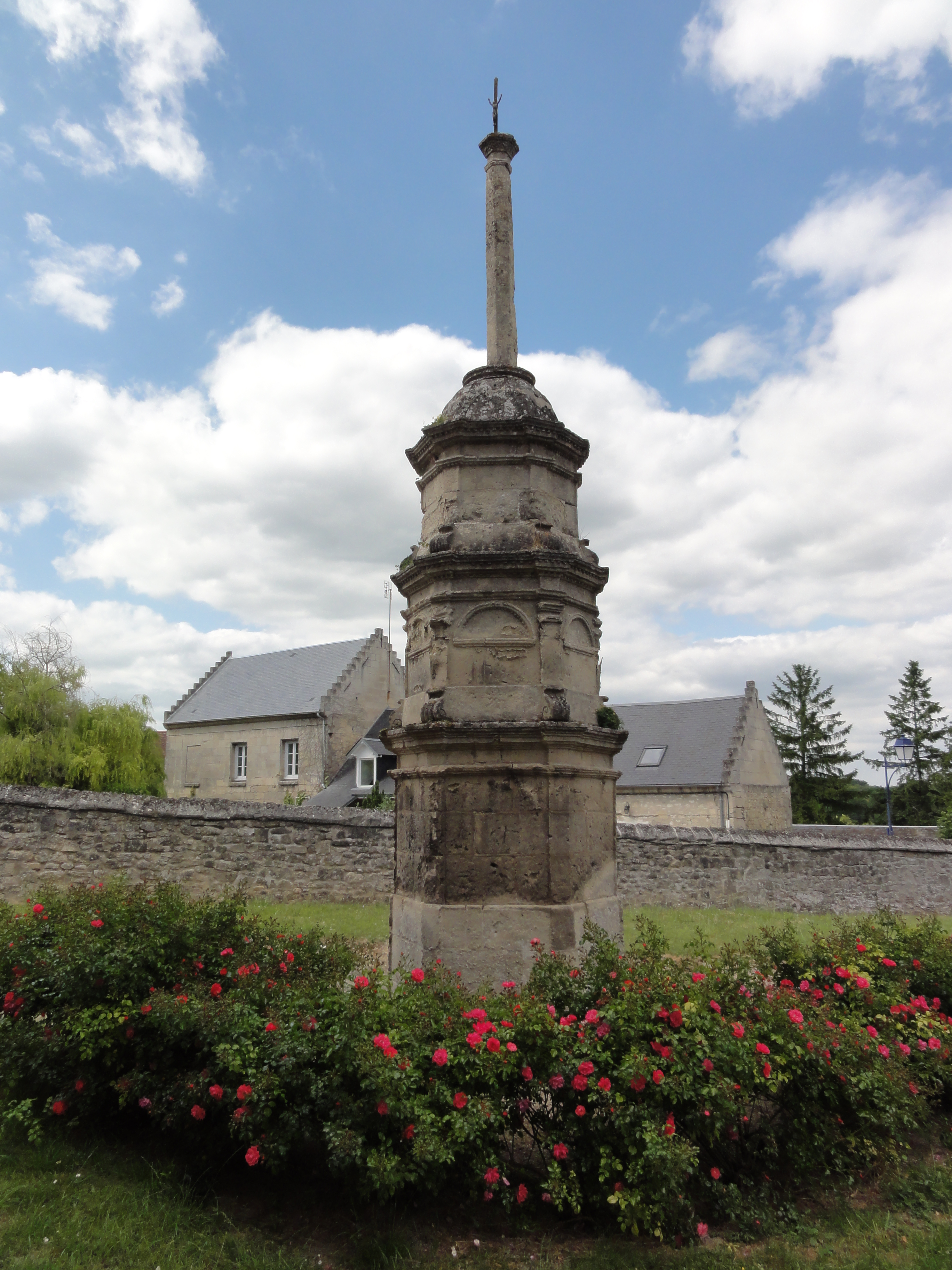
Croix Renaissance, MH.
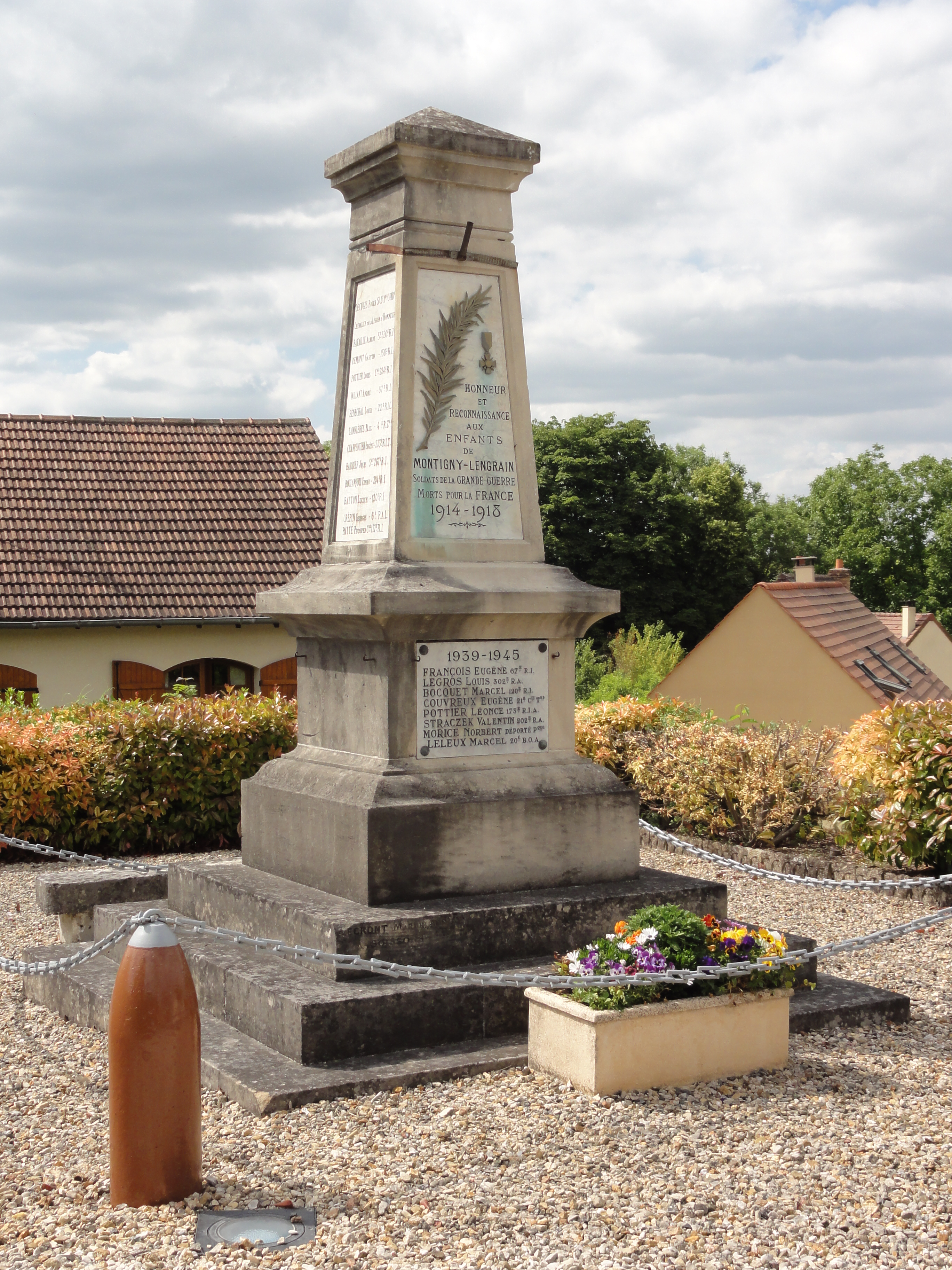
Monument aux morts.
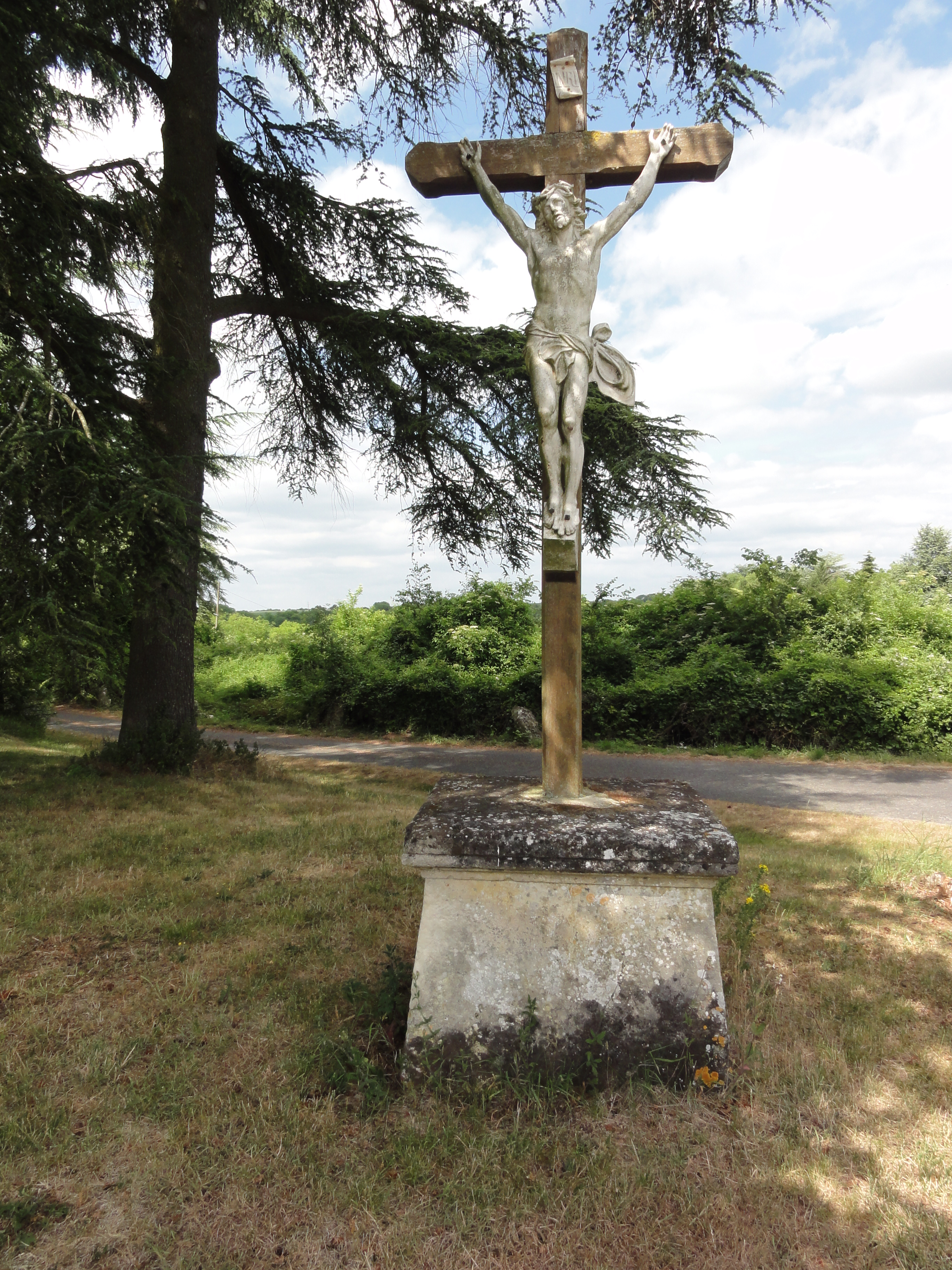
Une croix de chemin.

### Personnalités liées à la commune
- Laurent Bourdelas, écrivain, historien, né en 1962, vivant en Limousin, passait une partie de ses vacances chez ses arrière-grands-parents Duquenne, qui habitaient La Vallée. En 2011, il a publié aux Éditions Gros Textes un petit livre Le Roi de la Vallée, où il raconte ses souvenirs.

### Héraldique
| Blason de Montigny-Lengrain | Blason  | D'argent à la montagne de sinople enflammée d'or et de gueules, accompagnée de cinq épis de blé d'or ordonnés en chevron renversé et d'une couronne murale du même en chef senestre ; vêtu au quart à dextre d'or chargé d'une feuille d'érable de gueules et à la cotice en barre d'azur haussée à dextre, brochant sur la partition. |
| Blason de Montigny-Lengrain | Détails | Blason officiel adopté en 2008. |